# قائمة جزر الملوك
جزر مالوكو (سابقا الملوك)، هي مجموعة من الجزر في إندونيسيا. المنطقة تحت إدارة مقاطعتي: مالوكو ومالوكو الشمالية.

## الجزر الرئيسية في مقاطعة مالوكو الشمالية
- هالماهيرا
- جزيرة تيرنات
- تيدور
- جزيرة موروتاي
- راو
- جزيرة ماكيان
- جزيرة موتي
- جزر باكان
- مانديولي
- كاسيروتا
- جيبي

## في بحر باندا

### الجزر الرئيسية، أو مجموعات من الجزر، في مقاطعة مالوكو
- جزيرة أمبون
- جزيرة بورو
- جزيرة سيرام
- جزيرة هاروكو
- جزيرة ساباروا
- Seram Laut
- أرخبيل غورونغ
- أرخبيل واتوبيلا
- جزر كاي
- جزر آرو
- جزر تانيمبار
- جزر بابار
- جزر ليتي
- جزيرة ويتار
- جزر باندا